# Rakugo

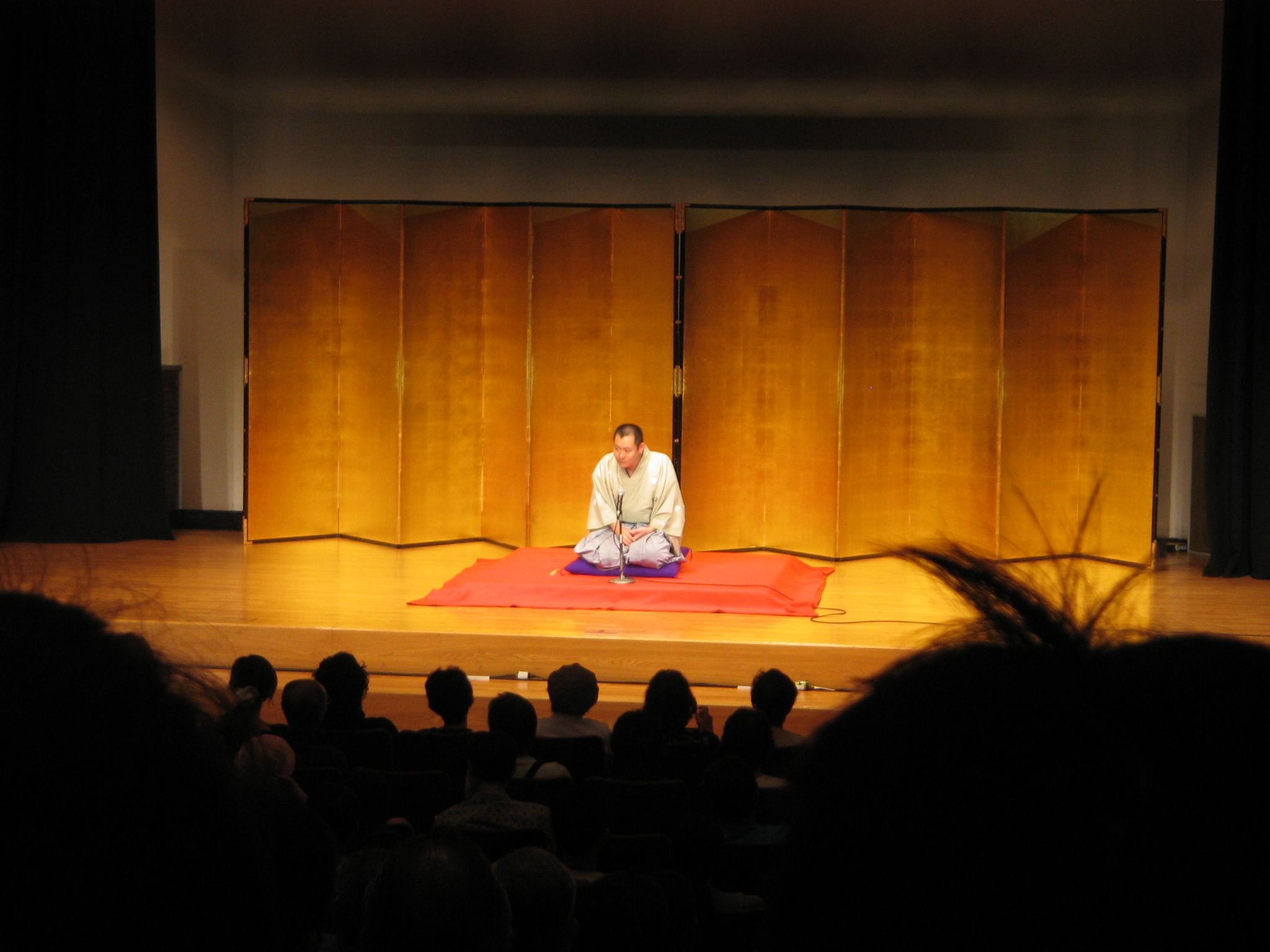
Rakugoka en el festival Sanma.

El rakugo (落語?) es un tipo de entretenimiento japonés basado en monólogos humorísticos, cuyos orígenes se remontan al siglo XVII. En este género, el intérprete siempre se arrodilla sobre un cojín y viste un kimono. El rakugo consiste en una serie de anécdotas humorísticas, una narración jocosa de referencias cotidianas junto con otras de siglos de antigüedad.

## Historia
La historia del rakugo se remonta a finales de la era de Muromachi (segunda mitad del siglo XVI). Es un tipo de espectáculo que se desarrolló durante la era Edo (1603-1867) y ha mantenido su popularidad hasta hoy en día. El rakugo se suele hacer principalmente en una sala de espectáculos que se llama yose. Un rakugoka (artista de rakugo) ataviado con un kimono se sienta sobre el kouza (estrado) y cuenta historias divertidas, adoptando roles tanto masculinos como femeninos.
Estos artistas no utilizan nada más que un abanico y un tenugui (toalla japonesa) como accesorios para apoyar su actuación, que consiste en la interpretación de una historia cómica escogida entre tres temas diferentes, que suele durar aproximadamente entre 15 y 20 minutos.
La historia se caracteriza por un ochi (final ingenioso) que sirve para concluir la función con éxito.
Actualmente,[¿cuándo?] hay 425 rakugokas en Tokio formados en cuatro escuelas diferentes y 200 en Osaka. A lo largo de la historia del rakugo, siempre ha habido numerosos maestros, conocidos como meijin (gran maestro).

## Estilos de rakugo
El rakugo es el arte tradicional japonés de los monólogos humorísticos. Durante el período Edo (1603-1868) diversos tipos de personas se dedicaban a los monólogos humorísticos para divertir a las masas. Hoy, en cambio, se ha convertido en un arte que desarrollan unos profesionales denominados rakugokas. 
Existen dos grandes corrientes en el rakugo: la “Edo rakugo” en la región de Kantō y la “Kamigata rakugo” en la región de Kansai. Una de las peculiaridades de estos monólogos es que tienen un remate final (ochi, en japonés). Los rakugokas interpretan a varios personajes en sus monólogos utilizando la expresión corporal y las manos. Estos humoristas visten siempre kimono y hablan sentados sobre un cojín (zabuton), y entre los objetos habituales que suelen utilizar están los abanicos de papel y los pañuelos tenugüi. Tratan de prescindir de cualquier tipo de indumentaria o atrezo para estimular y expandir la imaginación del oyente solo con su diestra oratoria.